# Ellipteroides tienmuensis
Ellipteroides tienmuensis là một loài ruồi trong họ Limoniidae. Chúng phân bố ở miền Cổ bắc.